# Klaus Haacker
Klaus Haacker (* 26. August 1942 in Wiesbaden-Erbenheim) ist ein deutscher evangelischer Theologe. Von 1975 bis 2007 war er Professor für Neues Testament und seine Umwelt an der Kirchlichen Hochschule Wuppertal. Seine Forschungsschwerpunkte umfassten die Person Jesu von Nazaret, Paulus, die Apostelgeschichte und das Verhältnis von Judentum zu Christentum.

## Leben
Klaus Haacker studierte nach dem Abitur 1961 Evangelische Theologie an der Johannes Gutenberg-Universität Mainz, der Georg-August-Universität Göttingen, der Westfälischen Wilhelms-Universität Münster sowie der Ruprecht-Karls-Universität Heidelberg. Das Studium schloss er 1967 mit dem Fakultätsexamen in Heidelberg ab. 1970 wurde Haacker bei Gustav Stählin mit der Schrift Die Stiftung des Heils. Untersuchungen zur Struktur der johanneischen Theologie an der Mainzer Johannes Gutenberg-Universität zum Dr. theol. promoviert und arbeitete zwischen 1970 und 1974 als Wissenschaftlicher Angestellter mit Lehrauftrag für Frühgeschichte des Christentums und Zusammenhang mit dem Judentum bei Otto Michel und Martin Hengel am Institutum Judaicum der Eberhard Karls Universität Tübingen.
1974 wechselte er als Dozent für Neues Testament an die Kirchliche Hochschule Wuppertal, wo er von 1975 bis Sommersemester 2007 den Lehrstuhl für Neues Testament innehatte. Seine Forschungen, seine Lehre und sein Publikationen konzentrierten sich vorwiegend auf die Person von Jesus, Paulus, die Apostelgeschichte und das Verhältnis von Christentum und Judentum. Seit 2011 lebt Haacker in Berlin, wo er an der Humboldt-Universität lehrt.
Klaus Haacker ist seit 1976 Mitglied der Studiorum Novi Testamenti Societas (SNTS), der weltweit größten wissenschaftlichen Vereinigung von Neutestamentlern. Von 1982 bis 1996 war er Mitglied im Fachausschuss Christen und Juden der Evangelischen Kirche im Rheinland, der sich auf Grundlage des rheinischen Synodalbeschlusses von 1980 um eine Erneuerung des Verhältnisses von Christen und Juden bemühte.
Mit Lothar Coenen (1925–2003) ist er Herausgeber des Theologischen Begriffslexikon zum Neuen Testament. Seit Beginn 1970 und bis August 2007 war er mit Theo Sorg Herausgeber der Fachzeitschrift Theologische Beiträge.
Haacker war Mitarbeiter verschiedener Bibelübersetzungen und -revisionen, etwa der Einheitsübersetzung des Neuen Testaments, der 1984er Revision der Lutherbibel sowie der Revision der interkonfessionellen Gute Nachricht Bibel von 1997. Ein Schwerpunkt seiner Forschung ist die PharosBiblia, ein Internetprojekt zur Förderung der Bibelübersetzung.

## Privates
Klaus Haacker ist seit 1964 mit der Psychologin Dorothea Damrath verheiratet, aus der Ehe gingen zwei Söhne hervor, der jüngere, Christoph Haacker, ist Inhaber des Arco Verlags.

## Werke
- Zeugnis und Zeitgeschichte. Studien zum lukanischen Werk (= Beiträge zur Wissenschaft vom Alten und Neuen Testament. Band 235). Kohlhammer, Stuttgart 2022, ISBN 978-3-17-041646-8.
- Die Apostelgeschichte (= Theologischer Kommentar zum Neuen Testament. Band 5). W. Kohlhammer, Stuttgart 2019, ISBN 978-3-17-026990-3.
- Stephanus. Verleumdet, verehrt, verkannt (= Biblische Gestalten. Band 28). Evangelische Verlagsanstalt, Leipzig 2014, ISBN 978-3-374-03725-4.
- Was Jesus lehrte. Die Verkündigung Jesu – vom Vaterunser aus entfaltet. Neukirchener Theologie, Neukirchen-Vluyn 2010, ISBN 978-3-7887-2427-6.
- als Herausgeber mit Dorothea Damrath: Der Herr ist mein Gärtner. Geistliche Lieder und Gedichte. Arco-Verlag, Wuppertal 2008, ISBN 978-3-938375-32-7.
- Paulus, der Apostel: wie er wurde, was er war. kbw Bibelwerk, Stuttgart 2008, ISBN 978-3-460-30021-7.
- Versöhnung mit Israel. Exegetische Beiträge (= Veröffentlichungen der Kirchlichen Hochschule Wuppertal. Band 5). Foedus, Wuppertal 2002, ISBN 3-932735-58-7.
- Der Brief des Paulus an die Römer (= Theologischer Handkommentar zum Neuen Testament. Band 6). Evangelische Verlagsanstalt, Leipzig 1999, ISBN 3-374-01718-5 (2., verbesserte Auflage, ebenda 2002; 3., verbesserte und erweiterte Auflage, ebenda 2006, ISBN 3-374-02455-6; 4., erneut verbesserte und erweiterte Auflage, ebenda 2012, ISBN 978-3-374-02455-1).
- Biblische Theologie als engagierte Exegese: theologische Grundfragen und thematische Studien. Brockhaus, Wuppertal/Zürich 1993, ISBN 3-417-29384-7.
- mit Heinzpeter Hempelmann: Hebraica veritas: die hebräische Grundlage der biblischen Theologie als exegetische und systematische Aufgabe. R. Brockhaus, Wuppertal 1989, ISBN 3-417-29352-9.
- Grüsse an Orpheus: Gedichte. Radius-Verlag, Stuttgart 1986, ISBN 3-87173-725-9.
- mit Anneliese Hecht: Wege des Wortes: Apostelgeschichte (= Bibelauslegung für die Praxis. Band 20). Verlag Katholisches Bibelwerk, Stuttgart 1984, ISBN 3-460-25201-4.
- mit Gerhard Hörster u. a.: Mit Geist beschenkt (= Wittener Reihe. Nummer 147). Bundes-Verlag, Witten 1983, ISBN 3-8137-0147-6.
- Neutestamentliche Wissenschaft. Eine Einführung in Fragestellungen und Methoden. R. Brockhaus, Wuppertal 1981, ISBN 3-417-29303-0 (2. Auflage, ebenda 1985).
- als Herausgeber: Lernen und Leben. Ansprachen an Theologiestudenten. Texte von Karl Barth, Dietrich Bonhoeffer, Karl Heim und vielen anderen. Aussaat-Verlag, Wuppertal 1981, ISBN 3-7615-4660-2.
- Die Autorität der Heiligen Schrift (= Calwer Hefte zur Förderung biblischen Glaubens und christlichen Lebens. Heft 125). Calwer Verlag, Stuttgart 1972, ISBN 3-7668-0394-8.
- Die Stiftung des Heils. Untersuchungen zur Struktur der johanneischen Theologie. Dissertation, Universität Mainz 1970.